# Rheumaptera pseudopupillata
Rheumaptera pseudopupillata är en fjärilsart som beskrevs av Andreas Bergmann 1955. Rheumaptera pseudopupillata ingår i släktet Rheumaptera och familjen mätare. Inga underarter finns listade.